# گمینا بیژونگک
گمینا بیژونگک (به لهستانی:  Gmina Bierzwnik) یک گمینا در لهستان است که در شهرستان خوشچنو واقع شده‌است. گمینا بیژونگک ۲۳۸٫۹۲ کیلومتر مربع مساحت و ۴٬۸۱۳ نفر جمعیت دارد.